# Rudolf Korndörfer
Karl Rudolf Korndörfer, född 20 juni 1906 i Reichenbach, död 27 april 1992 i Hersbruck, var en tysk  SS-Sturmbannführer. Under år 1943 var han befälhavare för Einsatzkommando 11a inom Einsatzgruppe E, en mobil insatsgrupp som hade till uppgift att mörda judar och bekämpa partisaner i Kroatien. Korndörfers insatskommando opererade i området kring Zagreb. Senare var han befälhavare för Einsatzkommando Agram.